# Géza Weisz
 (octobre 2018).
Pour les articles homonymes, voir Weisz.
Géza Weisz, né le 26 décembre 1986 à Amsterdam, est un acteur, disc jockey et organisateur de soirées néerlandais,.

## Carrière
Autre que son travail d'acteur, il exerce le métier de disc jockey et d'organisateur  de soirée au centre de la capitale néerlandaise, Amsterdam.
Il est le fils du réalisateur et producteur néerlandais Frans Weisz.

## Filmographie

### Cinéma
- 2003 : Boy Ecury (nl) : Jongen 2
- 2004 : Au cigogne : Lex
- 2006 : Absolutely Positive : Jongen 2
- 2007 : Timboektoe (nl) de Dave Schram[4]
- 2008 : Terug naar Moreelse Park: Ziichzelf
- 2009 : 	Happy End : Chaim
- 2012 : Only Decent People (nl) de Lodewijk Crijns : David[5]
- 2014 : Wiplala, le lutin enchanteur de Tim Oliehoek : Wiplala[6]
- 2015 : Homies (nl) : Fons
- 2016 : Hart Beat de Hans Somers :Quizmaster[7]
- 2016 : Brasserie Valentijn : Maarten
- 2018 : Life Is Wonderful (en) de Frans Weisz[8]

### Séries télévisées
- 2005 : ZOOP (nl) : Jan-Joris
- 2006 : Keyzer & De Boer Advocaten : Kalle Boerland
- 2008 : Roes : Jeffrey
- 2013 : Verliefd op Ibiza (nl) : Marco
- 2013 : Expeditie Robinson (nl) : Zichzelf
- 2014 : Jeuk! : Geza
- 2014-2015 : Bluf : Tjé Huyt
- 2015 : Bagels & Bubbels (nl) : Danny van Langeveld
- 2015 : Dagboek van een callgirl (nl) : Sander van Ardenne
- Depuis 2016 : All-in Kitchen (nl) : Tjé Huyt
- 2017 : Het Leven is Vurrukkulluk (nl) : Boellie
- 2018 : The Big Music Quiz (nl) : Zichzelf

## Théâtre
- 2004 : Pleuris
- 2007 : River & Mountain
- 2012 : Spuiten & Slikken